# Brian Driscoll
Ne doit pas être confondu avec Brian O'Driscoll.
Brian Driscoll est, du 20 janvier 2025 au 20 février 2025, le directeur du FBI par intérim.

## Jeunesse et carrière initiale
Brian Driscoll devient agent du FBI en 2007. Ses missions incluent des libérations d'otages notamment en Irak, en Afghanistan et en Syrie.

## Nomination à la tête du FBI et premières actions
Brian Driscoll est accidentellement nommé à la tête du bureau lors de la seconde investiture de Donald Trump le 20 janvier 2025 : la Maison-Blanche publie par erreur son nom sur son site Internet, alors qu'il est plutôt pressenti pour devenir l'adjoint de Robert Kissane (en) ; c’est le message inverse qui est publié. La publication erronée n'est ensuite pas retirée,.
Brian Driscoll se montre volontairement peu coopératif avec la nouvelle administration Trump. Il refuse notamment de communiquer au Département de la Justice les noms des six mille agents du FBI ayant enquêté sur Donald Trump à la suite de l'assaut du Capitole le 6 janvier 2021. Brian Driscoll lui-même est d'ailleurs impliqué, ayant arrêté un des manifestants d'alors. Il communique effectivement une liste complète d'agents, mentionnant leurs fonctions, rôles et titres, mais en l'anonymisant.
Toutefois l'administration Trump travaille au remplacement de Brian Driscoll à la tête de l'institution, Kash Patel étant pressenti. Il quitte ses fonctions le 20 février 2025, après la confirmation de Patel par le Sénat des États-Unis.